# Долни Охај
Долни Охај (слч. Dolný Ohaj, мађ. Ohaj) насељено је мјесто са административним статусом сеоске општине (слч. obec) у округу Нове Замки, у Њитранском крају, Словачка Република.

## Становништво
| Година:    | 1994. | 2004.   | 2014.   | 2024.   |
| ---------- | ----- | ------- | ------- | ------- |
| Број људи: | 1762  | 1639    | 1576    | 1468    |
| Разлика:   |       | -6,98 % | -3,84 % | -6,85 % |

| Година:    | 2023. | 2024.   |
| ---------- | ----- | ------- |
| Број људи: | 1486  | 1468    |
| Разлика:   |       | -1,21 % |

Према подацима о броју становника из 2011. године насеље је имало 1.603 становника.